# 2024 UEFA 유로파리그 결승전
2024 UEFA 유로파리그 결승전은 UEFA 유로파리그의 53번째 결승전이자 현재의 대회명으로 개명한 이후로는 15번째 결승 경기이다. 경기는 2024년 5월 22일에 아일랜드 더블린에 위치한 아비바 스타디움에서 열릴 것이다.
이 경기의 승리 팀은 2024년 UEFA 슈퍼컵에서 2023-24년 UEFA 챔피언스리그 우승 팀과 경기를 펼치며 2024-25년 UEFA 챔피언스리그 리그 단계에 진출하게 된다.

## 경기 정보
아탈란타의 유럽 무대 결승전은 이번이 처음이다. 아탈란타는 코파 이탈리아 결승전에서 패해 컵 더블 도전에는 실패하게 됐지만 아탈란타의 유일한 메이저 타이틀인 1962-63 시즌 코파 이탈리아 우승 이후 61년만의 메이저 타이틀을 노린다. 바이어 레버쿠젠은 2002 UEFA 챔피언스리그 결승전에서 패한 이후 첫 유럽 무대 결승 진출이다. 분데스리가 우승과 DFB-포칼 결승 진출을 확정지은 레버쿠젠은 트레블을 노리고 있다.

### 이전 결승 진출 정보
아래 표에서, 결승전들은 2009년까지 UEFA 컵 시대였고, 2010년부터 UEFA 유로파리그 시대이다.
| 팀              | 이전 결승 기록 (굵은 글씨는 해당 년도 우승이다.) |
| --------------- | ------------------------------------------------ |
| 아탈란타        | 없음                                             |
| 바이어 레버쿠젠 | 1 (1988)                                         |

## 개최지 선정
2021년 7월 16일, UEFA 집행위원회는 아일랜드의 UEFA 유로 2020 개최권 박탈로 인해 더블린에 위치한 아비바 스타디움에 2024년 유로파리그 결승전 개최권이 주어졌다고 발표했다. 이는 UEFA가 UEFA 유로 2020을 개최하기 위한 노력과 재정적 투자를 인정하기 위한 합의의 일부였다.
2011년 결승전을 개최한 적이 있는 아비바 스타디움에서 유로파리그 결승전이 열리는 것은 이번이 두 번째다.

## 결승전까지 가는 길
참고: 아래 모든 결과들에서, 결승전 진출팀들의 스코어를 먼저 표시한다. (H: 홈; A: 원정; N: 중립)
| 순위 | 팀                | 경기 | 승점 |
| ---- | ----------------- | ---- | ---- |
| 1    | 아탈란타          | 6    | 14   |
| 2    | 스포르팅 리스본   | 6    | 11   |
| 3    | 슈투름 그라츠     | 6    | 4    |
| 4    | 라쿠프 쳉스토호바 | 6    | 4    |

| 순위 | 팀              | 경기 | 승점 |
| ---- | --------------- | ---- | ---- |
| 1    | 바이어 레버쿠젠 | 6    | 18   |
| 2    | 카라바흐        | 6    | 10   |
| 3    | 몰데 FK         | 6    | 7    |
| 4    | BK 헤켄         | 6    | 0    |

## 경기
| 아탈란타                      | 3 - 0  | 바이어 레버쿠젠 |
| ----------------------------- | ------ | --------------- |
| 아데몰라 루크먼 12′, 26′, 75′ | 리포트 |                 |

| 아탈란타 | 레버쿠젠 |

| GK                  | 1  | 후안 무소          |
| CB                  | 19 | 베랏 짐시티 (c)    |
| CB                  | 4  | 이삭 힌            |
| CB                  | 23 | 세아드 콜라시나츠  |
| RM                  | 77 | 다비데 차파코스타  |
| CM                  | 13 | 에데르송           |
| CM                  | 7  | 퇸 코프메이너르스  |
| LM                  | 22 | 마테오 루제리      |
| RF                  | 17 | 샤를 더 케텔라러   |
| CF                  | 90 | 잔루카 스카마카    |
| LF                  | 11 | 아데몰라 루크먼    |
| Substitutes:        |    |                    |
| GK                  | 29 | 마테오 카르네세키  |
| GK                  | 31 | 프란체스코 로시    |
| DF                  | 2  | 라파엘 톨로이      |
| DF                  | 42 | 조르조 스칼비니    |
| MF                  | 3  | 에밀 홀름          |
| MF                  | 8  | 마리오 파샬리치    |
| MF                  | 15 | 마르턴 더 론       |
| MF                  | 20 | 미첼 바커르        |
| MF                  | 25 | 미셸 은다리 아도포 |
| MF                  | 33 | 한스 하테부르      |
| FW                  | 10 | 엘 빌랄 투레       |
| FW                  | 59 | 알렉세이 미란추크  |
| 감독:               |    |                    |
| 잔피에로 가스페리니 |    |                    |

| GK           | 17 | 마톄이 코바슈       |
| CB           | 2  | 요십 스타니시치     |
| CB           | 4  | 요나탄 타 (c)       |
| CB           | 12 | 에드몽 탑소바       |
| RM           | 30 | 제레미 프림퐁       |
| CM           | 34 | 그라니트 자카       |
| CM           | 25 | 에세키엘 팔라시오스 |
| LM           | 3  | 피에로 인카피에     |
| RW           | 10 | 플로리안 비르츠     |
| LW           | 20 | 알렉스 그리말도     |
| CF           | 21 | 아민 아들리         |
| Substitutes: |    |                     |
| GK           | 1  | 루카스 흐라데츠키   |
| GK           | 36 | 니클라스 롬프       |
| DF           | 6  | 오딜롱 코수누       |
| DF           | 13 | 아르투르            |
| MF           | 7  | 요나스 호프만       |
| MF           | 8  | 로베르트 안드리히   |
| MF           | 19 | 네이선 텔라         |
| MF           | 32 | 구스타보 푸에르타   |
| FW           | 9  | 보르하 이글레시아스 |
| FW           | 14 | 파트릭 식           |
| FW           | 22 | 빅터 보니페이스     |
| FW           | 23 | 아담 흘로젝         |
| 감독:        |    |                     |
| 사비 알론소  |    |                     |

| 부심: 바실레 마리네스쿠 (루마니아) 미하이 아르테네 (루마니아) 대기심: 이반 크루쥴리악 (슬로바키아) 보조심: 브라니슬라우 한츠코 (슬로바키아) 비디오 판독심(VAR): 폴 판 부컬 (네덜란드) 보조 비디오 판독심(VAR): 커털린 포파 (루마니아) 지원 비디오 판독심(VAR): 로프 디페링크 (네덜란드) | 경기 규칙 - 전후반 90분 동안 경기를 진행한다. - 전후반 90분 상황에서 동점이면 연장전 30분을 진행한다. - 연장전에서도 동점이면 승부차기를 진행한다. - 교체 선수 명단은 12명까지 올릴 수 있으며 한 팀당 최대 5명까지 교체할 수 있다. 연장전에 들어간 경우에는 최대 6명까지 교체할 수 있다. 각 팀에게는 3번의 선수 교체 기회가 주어지며 연장전에 한해 4번째 선수 교체 기회가 주어진다. 단 하프타임, 연장전 시작 이전, 연장전 하프타임에 일어난 선수 교체는 제외된다. |

## 같이 보기
- 2023-24년 UEFA 챔피언스리그
- 2023-24년 UEFA 유로파리그
- 2024 UEFA 챔피언스리그 결승전
- 2024 UEFA 유로파컨퍼런스리그 결승전
- 2024년 UEFA 슈퍼컵